# Auguste Laguillermie
Frédéric Auguste Laguillermie dit Auguste Laguillermie (1841-1934) est un peintre et graveur aquafortiste français, fondateur de la Société artistique des aquafortistes français (Paris), œuvrant dans la lignée d'Alfred Cadart.

## Biographie
Né le 27 mars 1841 à Paris, Auguste est le fils d'Eugénie Hime et de Frédéric-Guillaume Laguillermie (1805-1870), un important graveur-imprimeur parisien installé rue Saint-Jacques, et qui fut le cartographe associé du géographe Victor Levasseur, travaillant notamment avec un certain Rainaud.
Les travaux gravés du père et du fils ne doivent donc pas être confondus.
Sans doute sensibilisé très jeune à l'art et aux techniques de reproductions graphiques dans l'atelier de son père, Auguste Laguillermie entre à l'École des beaux-arts de Paris en 1861 et y fréquente l'atelier de Léopold Flameng, s'y spécialisant dans la technique de l'eau-forte, ainsi que l'atelier de William Bouguereau pour la peinture. Il expose pour la première fois au Salon en 1863, puis obtient le grand prix de Rome pour la gravure en taille douce en 1866.
Il devient alors pensionnaire de la villa Médicis à Rome où il demeure quatre années. Fin 1869, il séjourne en Espagne au côté d'Henri Regnault pour copier les maîtres dont Vélasquez. Au moment du siège de Paris, les deux amis tentent de rentrer dans la capitale et de s'enrôler. Regnault est tué à Buzenval, et Laguillermie réussit à demeurer dans Paris durant la Commune, occupant l'atelier de son maître Bouguereau, qui était parti se réfugier à La Rochelle.  
Il obtient une médaille de 2e classe au Salon de 1877, puis une médaille d'honneur à celui de 1890.
En dépit de quelques productions originales (peintures, dessins, gravures) il fit essentiellement une carrière de graveur de reproduction. Il fait partie des premiers membres de la Société des aquafortistes fondée par Alfred Cadart, qui édite plusieurs de ses planches. Après la disparition de celui-ci, il fonde la Société artistique des aquafortistes français le 20 mars 1885 et dont le siège se trouvait au no 117 boulevard Saint-Germain : cette société accueille les graveurs originaux et de reproduction, et se place sous la direction artistique de Léopold Flameng qui dirige l'édition de L'Album du Salon à partir de 1886. Le comité d'honneur comprenait vingt membres dont les éditeurs Henri Floury, Alphonse Lemerre et Pierre-Jules Hetzel, des galeristes comme Georges Petit, etc..
En 1883, il est nommé chevalier de la Légion d'honneur, puis promu officier en 1903, sous le patronage de William Bouguereau.
Il est nommé professeur de gravure à l'École des beaux-arts de Paris où il a de nombreux élèves.
Il reçoit la médaille d'argent lors de l'Exposition universelle de 1889 (Paris), puis le grand prix à celle de 1900 (Paris).
Il illustre quelques ouvrages de bibliophilie.
Auguste Laguillermie meurt à Paris (8e) le 14 décembre 1934.
Son atelier parisien se situait au no 4 de la rue Robert-Estienne.

## Conservation

### Gravures
Les gravures les plus intéressantes de Laguillermie sont celles exécutées d'après ses propres esquisses ou peintures. On compte aussi de nombreuses vignettes pour des ouvrages.
Un fonds se trouve à l'École des beaux-arts de Paris, à savoir trois estampes dont un portrait double du peintre Chardin et de son épouse (eau-forte, 1864) d'après le maître, et imprimée par A. Salmon (Paris).
Le cabinet des estampes de la Bibliothèque nationale de France à Paris possède trois planches, dont deux éditées par Alfred Cadart en 1875, respectivement dans L'Eau-forte en… et L'Illustration nouvelle, mais dont les compositions sont antérieures.
Beraldi (1889) répertorie des planches livrées pour la Gazette des beaux-arts et L'Artiste, qui mentionne aussi un portrait sensible d'Henri Regnault.

Eaux-fortes d'Auguste Laguillermie
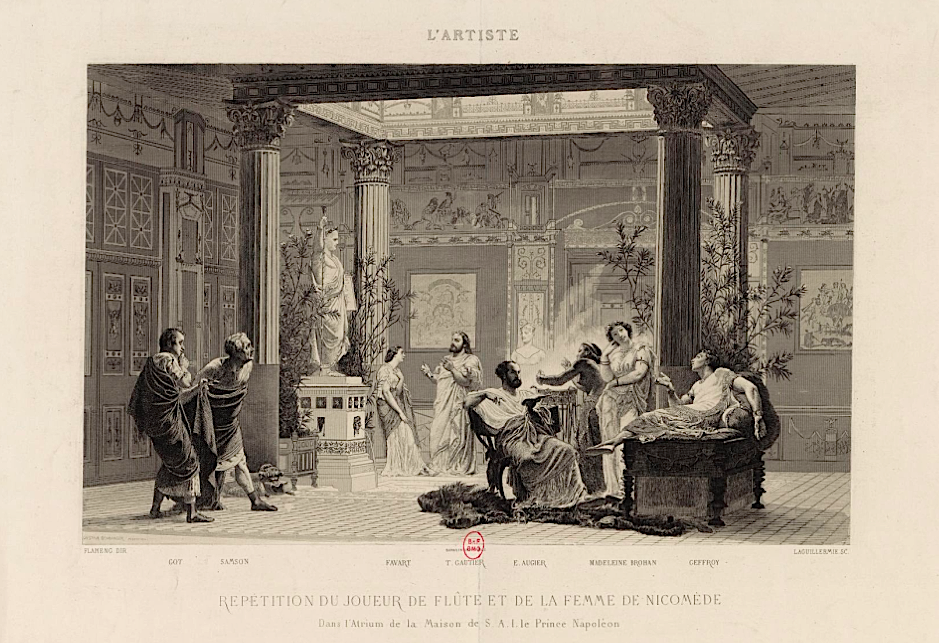
Répétition du joueur de flûte… (1861) d'après Gustave Boulanger.
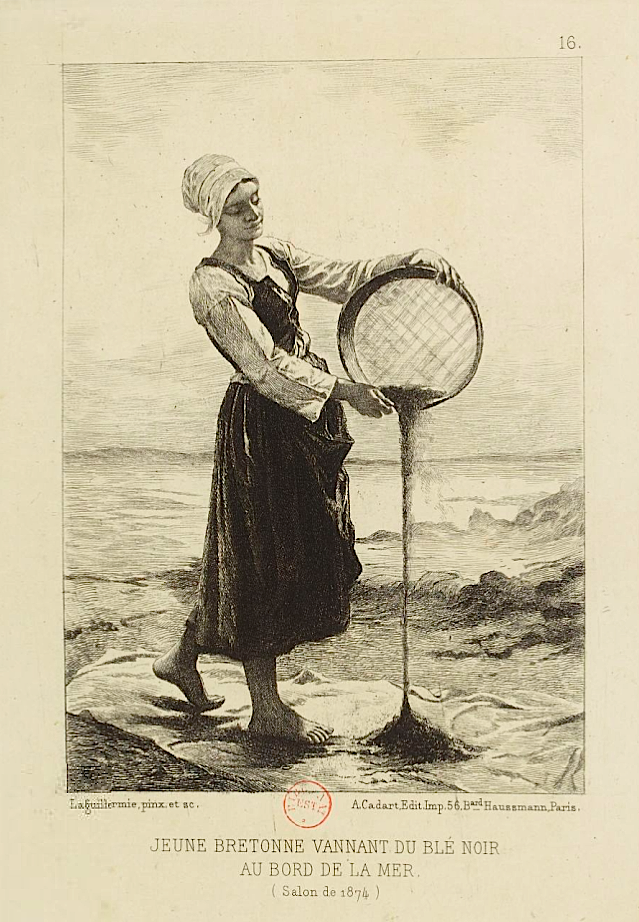
Jeune bretonne… (1875).
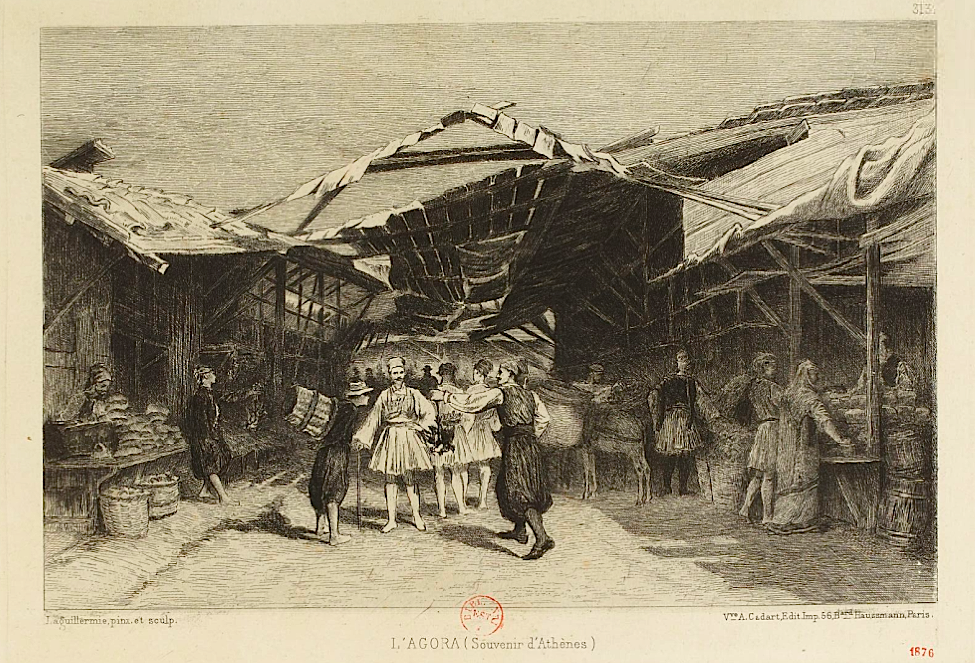
L'Agora (1875).

## Principaux ouvrages illustrés
- Arsène Houssaye, Histoire de Léonard de Vinci, frontispice, Paris, Librairie académique Didier, 1869.
- « Les Romans de Voltaire » [collection], cinq volumes comportant douze eaux-fortes, Paris, Librairie des bibliophiles/Jouaust, 1878.
- Bernardin de Saint-Pierre, Paul et Virginie, avec six eaux-fortes, Paris, Librairie des bibliophiles/Jouaust, 1878.
- La vie de Benvenuto Cellini écrite par lui-même, traduction [de] Léopold Leclanché ; notes et index de M. Franco ; illustrée de neuf eaux-fortes et de reproductions des œuvres du maître, Paris, Maison Quantin, 1881.
- A. Laguillermie (direction), La chanson des nouveaux époux par Madame Adam [Juliette Lambert] ; comportant dix dessins par divers artistes gravés à l'eau-forte, Paris, L. Conquet, 1882.
- Almanach des spectacles, eau-forte en frontispice pour certains volumes, Paris, Librairie des bibliophiles [Jouaust-Flammarion successeur], années [1902-1913 ?].

## Élèves notoires
- Jules-René Bouffanais
- Raymond Brechenmacher
- Robert Cami
- René Cottet
- Jean Dries
- Paul Lemagny
- Adrien Ouvrier

## Conservation
- Nemours, Château-Musée :
  - Gulliver enchainé dans l'Ile de Lilliput, 1877, lithographie, 54.8 x 76.7 cm[9].